# Balaruc-le-Vieux
Balaruc-le-Vieux är en kommun i departementet Hérault i regionen Occitanien i södra Frankrike. Kommunen ligger i kantonen Frontignan som tillhör arrondissementet Montpellier. År 2022 hade Balaruc-le-Vieux 2 749 invånare.

## Befolkningsutveckling
Antalet invånare i kommunen Balaruc-le-Vieux
Referens:INSEE